# Ilona Ruotsalainen
Ilona Ruotsalainen (* 8. Januar 1981 in Jyväskylä) ist eine ehemalige finnische Snowboarderin. Sie startete vorwiegend in den Paralleldisziplinen.

## Werdegang
Ruotsalainen trat international erstmals bei den Juniorenweltmeisterschaften 2000 in Berchtesgaden in Erscheinung. Dort belegte sie den 19. Platz im Parallelslalom und den 15. Rang im Parallel-Riesenslalom. In der Saison 2000/01 nahm sie am Kronplatz erstmals am Snowboard-Weltcup der FIS teil, wobei sie den 57. Platz im Parallel-Riesenslalom errang und kam bei den Juniorenweltmeisterschaften 2001 in Nassfeld auf den 13. Platz im Parallel-Riesenslalom. Beim Saisonhöhepunkt, den Snowboard-Weltmeisterschaften 2001 in Madonna di Campiglio, fuhr sie auf den 49. Platz im Parallelslalom, auf den 46. Rang im Parallel-Riesenslalom und auf den 34. Platz im Riesenslalom. In der Saison 2002/03 wurde sie bei der Winter-Universiade 2003 in Piancavallo Zehnte im Riesenslalom und errang bei den Snowboard-Weltmeisterschaften 2003 am Kreischberg den 22. Platz im Parallel-Riesenslalom sowie den 15. Rang im Parallelslalom. Nachdem sie zu Beginn der Saison 2004/05 mit Platz zwei im Parallelslalom in Landgraaf ihre einzige Podestplatzierung im Weltcup erreicht hatte, belegte sie bei den Snowboard-Weltmeisterschaften 2005 in Whistler den 26. Platz im Parallel-Riesenslalom sowie den 22. Rang im Parallelslalom. Zudem wurde sie finnische Meisterin im Parallelslalom und errang zum Saisonende den 19. Platz im Parallel-Weltcup. 
In der Saison 2006/07 siegte Ruotsalainen bei den finnischen Meisterschaften im Parallelslalom und fuhr bei den Snowboard-Weltmeisterschaften 2007 in Arosa auf den 18. Platz im Parallel-Riesenslalom sowie auf den 16. Rang im Parallelslalom. In der folgenden Saison kam sie im Weltcup dreimal unter die ersten Zehn und erreichte mit dem 16. Platz im Parallel-Weltcup ihr bestes Gesamtergebnis. In den folgenden Jahren belegte sie bei den Snowboard-Weltmeisterschaften 2009 in Gangwon den 28. Platz im Parallelslalom sowie den 18. Rang im Parallel-Riesenslalom, bei den Olympischen Winterspielen 2010 in Vancouver den 23. Platz im Parallel-Riesenslalom und bei den Snowboard-Weltmeisterschaften 2011 in La Molina den 21. Platz im Parallelslalom sowie den 18. Rang im Parallel-Riesenslalom. Ihren 92. und damit letzten Weltcup absolvierte sie im März 2010 in La Molina, welchen sie auf dem 15. Platz im Parallel-Riesenslalom beendete.

## Teilnahmen an Weltmeisterschaften und Olympischen Winterspielen

### Olympische Winterspiele
- 2010 Vancouver: 23. Platz Parallel-Riesenslalom

### Snowboard-Weltmeisterschaften
- 2001 Madonna di Campiglio: 34. Platz Riesenslalom, 46. Platz Parallel-Riesenslalom, 49. Platz Parallelslalom
- 2003 Kreischberg: 15. Platz Parallelslalom, 22. Platz Parallel-Riesenslalom
- 2005 Whistler: 22. Platz Parallelslalom, 26. Platz Parallel-Riesenslalom
- 2007 Arosa: 16. Platz Parallelslalom, 18. Platz Parallel-Riesenslalom
- 2009 Gangwon: 18. Platz Parallel-Riesenslalom, 28. Platz Parallelslalom
- 2011 La Molina: 18. Platz Parallel-Riesenslalom, 21. Platz Parallelslalom

## Weltcup-Gesamtplatzierungen
| Saison  | Gesamt | Gesamt | Parallel | Parallel |
| Saison  | Punkte | Platz  | Punkte   | Platz    |
| ------- | ------ | ------ | -------- | -------- |
| 2002/03 | -      | -      | 291      | 45.      |
| 2003/04 | -      | -      | 429      | 42.      |
| 2004/05 | -      | -      | 2085     | 19.      |
| 2005/06 | 1194   | 66.    | 1194     | 27.      |
| 2006/07 | 1184   | 47.    | 1184     | 24.      |
| 2007/08 | 1848   | 36.    | 1848     | 16.      |
| 2008/09 | 926    | 72.    | 926      | 27.      |
| 2009/10 | 848    | 65.    | 848      | 29.      |